# 帕爾佩爾斯

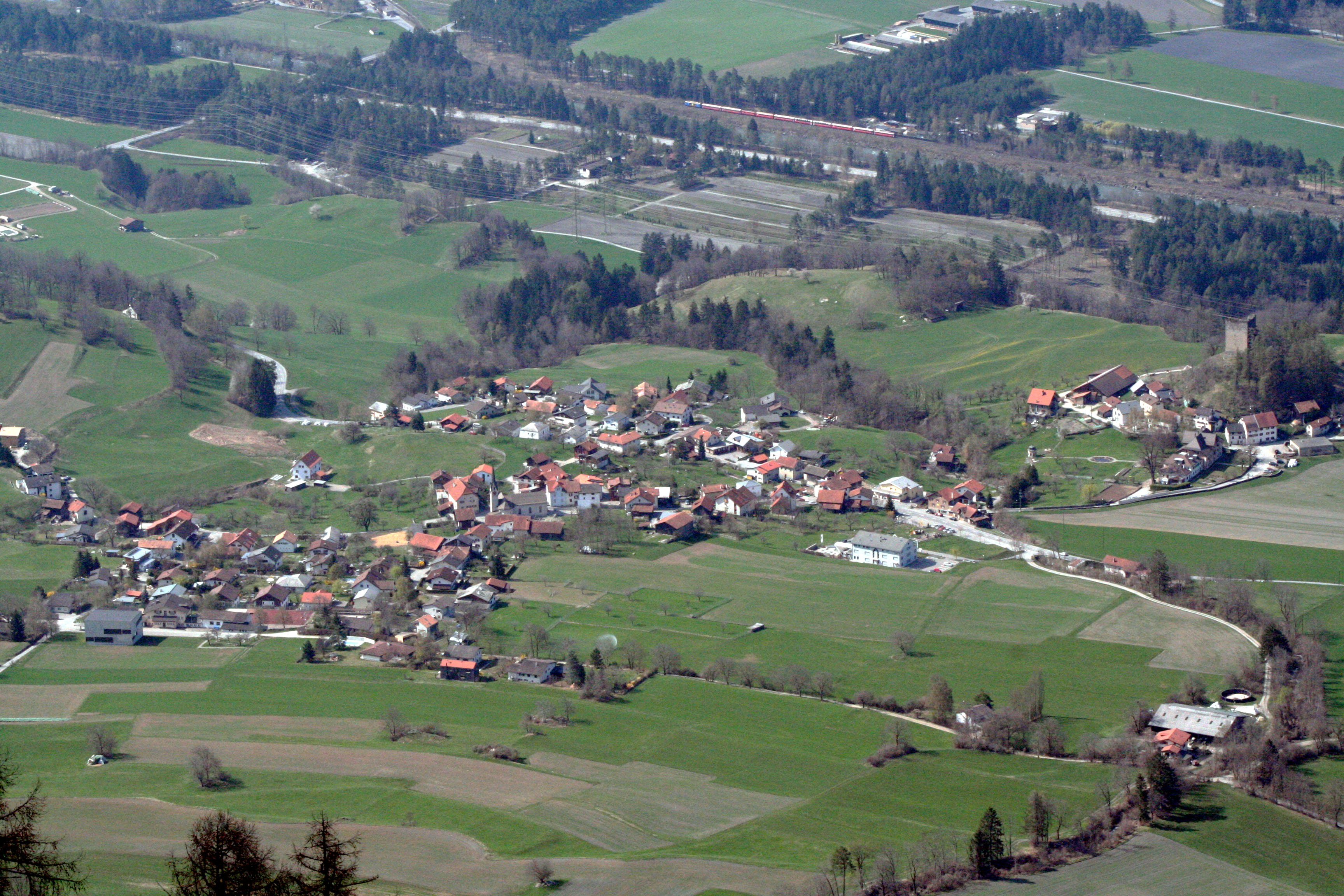

帕爾佩爾斯是瑞士的城鎮，位於該國東部，由格勞賓登州負責管轄，面積4.59平方公里，海拔高度778米，2011年人口453，人口密度每平方公里99人。

## 外部連結
- Official Web site